# فوجیوارا نو ایکوشی
فوجیوارا نو ایکوشی (به ژاپنی: 藤原 育子 Fujiwara no Ikushi); 1146 – ۲۳ سپتامبر ۱۱۷۳) کوگو، همسر امپراتور نیجو اهل ژاپن بود.